# Classificació per al Campionat de la CONCACAF 1971
La classificació per al Campionat de la CONCACAF 1971 es va dividir en tres grups geogràfics: zona caribenya, zona centreamericana i zona nord-americana.

## Zona Caribenya
Formada per sis equips: Antilles Neerlandeses, Cuba, Guaiana Neerlandesa, Guyana, Haití i Jamaica.
En la primera ronda, els sis equips es dividien en tres eliminatòries de dos equips, i els tres guanyadors passaven a la segona ronda, que era un triangular. Els dos primers es classificaven per al Campionat de la CONCACAF.

### Primera ronda
| Guaiana Neerlandesa | 2 – 0 | Guyana |
| ------------------- | ----- | ------ |
|                     |       |        |

 Paramaribo, Guaiana Neerlandesa
| Guyana | 2 – 3 | Guaiana Neerlandesa |
| ------ | ----- | ------------------- |
|        |       |                     |

 Georgetown, Guyana
Classificat per a la segona ronda: Guaiana Neerlandesa
| Jamaica | 0 – 1 | Cuba |
| ------- | ----- | ---- |
|         |       |      |

 Kingston, Jamaica
| Cuba | 0 – 0 | Jamaica |
| ---- | ----- | ------- |
|      |       |         |

 L'Havana, Cuba
Classificat per a la segona ronda: Cuba

La tercera eliminatòria havia d'enfrontar a Haití contra Antilles Neerlandeses, però aquests últims no es van presentar. Haití es va classificar per a la segona ronda.

### Segona ronda
Aquesta segona ronda havia d'enfrontar a la Guaiana Neerlandesa, Cuba i Haití, però la Guaiana Neerlandesa i Cuba es van negar a jugar contra Haití. La CONCACAF va decidir atorgar les dues places a Haití i Cuba
Classificats per al Campionat de la CONCACAF 1971: Cuba i Haití.

## Zona centreamericana
Formada per quatre equips: El Salvador, Guatemala, Hondures i Nicaragua.
En la primera ronda, els quatre equips es dividien en dos eliminatòries de dos equips, i els dos guanyadors jugaven entre ells per decidir l'equip classificat.

### Primera ronda
| El Salvador | 3 – 2 | Nicaragua |
| ----------- | ----- | --------- |
|             |       |           |

 San Salvador, El Salvador
| Nicaragua | 0 – 1 | El Salvador |
| --------- | ----- | ----------- |
|           |       |             |

 San Salvador, El Salvador
Classificat per a la segona ronda: El Salvador
| Hondures | 1 – 0 | Guatemala |
| -------- | ----- | --------- |
|          |       |           |

 Tegucigalpa, Hondures
| Guatemala | 1 – 1 | Hondures |
| --------- | ----- | -------- |
|           |       |          |

 Ciutat de Guatemala, Guatemala
Classificat per a la segona ronda: Hondures.

### Segona ronda
La segona ronda havia d'enfrentar a Hondures i El Salvador, però aquests últims es van retirar per la Guerra del Futbol. Hondures es va classificar per al Campionat de la CONCACAF 1971.

## Zona nord-americana
Formada per dos equips: Bermudes i Mèxic. El guanyador es classificava per al Campionat de la CONCACAF.
| Bermudes | 0 – 2 | Mèxic |
| -------- | ----- | ----- |
|          |       |       |

 Hamilton, Bermudes
| Mèxic | 4 – 0 | Bermudes |
| ----- | ----- | -------- |
|       |       |          |

 Ciutat de Mèxic, Mèxic
Mèxic es va classificar per al Campionat de la CONCACAF 1971.